# 磯正智
磯 正智（いそ まさとも、1818年（文政元年） - 1881年（明治14年）6月）は、日本の柔術家。享年64。

## 経歴
天神真楊流の宗家三代目で磯又右衛門正智を名乗った。本名松永清左衛門である。
養子であり短身痩躯の体格であったと伝えられている。講道館柔道の創始者、嘉納治五郎が彼の元で学んでいる。

## 主な弟子
- 磯又右衛門正信（宗家4代目）
- 吉田千春
- 福田八之助
  - 嘉納治五郎
- 井上敬太郎
- 八木寅次郎
- 戸澤徳三郎
- 松岡克之助尚周(神道楊心流)